# Diane Robertson
Pour les articles homonymes, voir Robertson.
Diane Robertson (1960-1993) est une artiste innue originaire de la communauté autochtone de Mashteuiatsh (Pointe-Bleue, Québec).

## Biographie
Diane Robertson grandit dans la communauté innue de Mashteuiatsh, près du lac Piekuakami (Lac Saint-Jean).  Son travail artistique, alliant la peinture, le dessin et les installations prend de l’ampleur à la fin des années 1980. Elle remporte plusieurs bourses de voyage et d’aide provinciale dédiées aux artistes. Elle participe ponctuellement à des expositions collectives et présente, en 1992, sa première exposition individuelle intitulée L’esprit des animaux, à la Galerie SKOL à Montréal. 
Ce début de carrière prolifique se termine en 1993 lorsqu’elle est subitement emportée par une méningite, à l’âge de 33 ans
Figure importante de l’art autochtone contemporain, ses œuvres continuent à être exposées à titre posthume, notamment en 2010, lors de l’exposition L’esprit de Diane, présentée au Musée Amérindien de Mashteuiatsh et au Musée Huron-Wendat à Wendake,. 
Sa sœur cadette, Sonia Robertson, suit ses traces et devient elle-même une artiste de renom, se penchant sur des thématiques similaires.

## Formation
Elle étudie au Cégep du Vieux-Montréal en arts plastiques (1981 à 1983) à l’Université Concordia en histoire de l’art et studio art (1983 à 1985) et au Collège Inter-Dec en esthétique de présentation visuelle (1985 à 1986).

## Médiums et techniques
Lors de ses premières années de production, Diane Robertson crée principalement des œuvres 2D colorées à travers les médiums de la peinture et du collage d’éléments divers (plumes, articles de journal, etc.). Dès sa participation au Symposium international d'art contemporain de Baie-Saint-Paul en 1986, l’artiste commence une production d’installations sculpturales qui allient art et chamanisme. Au centre de ses œuvres immersives se retrouvent presque toujours des ossements, des crânes et autres parties du corps animal comme des plumes, des ailes, des cornes, etc. Plus que de simples natures mortes, ces éléments puisés dans la nature évoquent l’esprit des animaux, le mystique, et l’union entre l’homme, l’animal et la nature. Lorsqu’ils sont suspendus, ces éléments semblent se mouvoir et rappellent le nomadisme.

## Thématiques
L’esprit animal est au cœur de la démarche de Robertson. L’animal devient synonyme de cycle de vie (et de mort), de spiritualité, de force de la nature et de culture. Il est exprimé en tant que point central de nombreux rituels et de récits fondateurs pour l’identité innue. Ses œuvres illustrent ainsi l’harmonie qui s’instaure entre la nature, les animaux et les hommes, notamment à travers l’acte sacré de la chasse, un thème récurrent dans son travail. En poussant le spectateur à s’immerger dans des espaces chargés sur le plan spirituel et s’enracinant dans des éléments de la nature qui prennent vie, l’artiste tente de bâtir des ponts entre différentes cultures et entre différentes époques afin de réactualiser la culture et l’identité innues de façon critique et (inter)active. Ses œuvres font aussi référence aux problèmes actuels auxquels fait face sa communauté (troubles écologiques, ghettoïsation et contrôle à travers les réserves, etc.), tout en considérant le contexte occidental plus large,.

## Expositions

### Solo
- 1992 : L’Esprit des animaux (Galerie SKOL, Montréal, Québec, Canada)

### Collectives
- 1993 :
  - La Rencontre des mondes et le respect des différences (Palais Montcalm, Québec, Québec, Canada)
  - La constitution d’une nation ( Galerie Articule, Montréal, Québec, Canada)
  - Tshisselitamun / Connaissances (Musée Amérindien de Mashteuiatsh (Pointe-Bleue), Québec, Canada)

- 1992/1993 : Nouveaux territoires – 350/500 ans après, (Musée Régional de Oaxaca, Mexique, Bibliothèque Gabrielle Roy et Les Voûtes du Palais, Québec, Centre Interculturel Strathearn, Montréal, Maison de la culture Mercier, Québec, Canada)
- 1991/1992 : L’Oeil amérindien, regards sur l’animal (Musée de la civilisation, Québec et Musée de Mashteuiatsh (Pointe-Bleue), Québec, Canada)
- 1990 : Féministe(s) et représentation(s) (Galerie La Centrale, Montréal, Québec, Canada)
- 1987 : 17 Artistes au Québec (Archives Nationales du Québec, Montréal, Archives nationales du Québec, Québec, Canada)
- 1986 : L’Art et la paix / Symposium de la jeune peinture au Canada (Baie-Saint-Paul, Québec, Canada)

### Hommages et expositions à titre posthume
- 2013 : Akakonhsa’ – Fabuleux dédoublements ( Maison de la culture Frontenac, Montréal, Québec, Canada)
- 2008 et 2010 : L’esprit de Diane ( Musée Amérindien de Mashteuiatsh, Mashteuiatsh et Musée Huron-Wendat, Wendake, Québec, Canada)
- 1994 : 
  - Sous le regard de l’outarde (Symposium, Mashteuiatsh, Québec, Canada)
  - Hommage à Diane Robertson (Centre de Diffusion, Maîtrise en arts plastiques (UQAM),     Montréal, Québec, Canada)
  - Signes premiers (Musée de Mashteuiatsh (Pointe-Bleue), Québec, Canada)
  - La constitution d’une nation (Galerie A Space, Toronto, Ontario, Canada)
  - Voyage vers l’ouest (Bildhauersymposion, Saint-Wendel, Allemagne)